# Ticte Punta
Ticte Punta es una montaña de los Andes del Perú a una altitud de 4944 m s. n. m.

## Toponimia
Proviene del quechua tikti, que al castellano significa verruga, punta que también se entiende por cumbre; lo que literalmente se traduce "cumbre de verruga". También se deletrea Ticte Punta

## Ubicación
Está localizado en el departamento de Huánuco, provincia de Dos de Mayo, distrito de Marías. Ticte Punta se ubica al sureste de Wanka Ukru Punta y al noreste del lago Sacsacocha ("lago multicolor").
Por su altitud es la montaña más alta del departamento de Huánuco en la Cadena Central de los Andes.